# Sofia, Principesă a României
Principesa Sofia a României, fostă Principesă de Hohenzollern-Sigmaringen, (n. 29 octombrie 1957, Palatul Tatoi din Grecia) este cea de-a patra fiică a regelui Mihai I al României și a reginei Ana. Sofia este a treia pe linia succesiunii la șefia Casei Regale a României și la tronul României (vezi și "Ordinea de succesiune la tronul României"), conform noului Statut al Casei Regale, din 30 decembrie 2007. În schimb, conform ultimei Constituții regale democratice, cea din 1923, Sofia este exclusă de la succesiunea la tron.
Principesa Sofia a fost botezată în credința ortodoxă de către Regina Sofía a Spaniei, verișoara primară a regelui Mihai, mama sa, Regina-mamă Elena fiind sora regelui Paul al Greciei.

## Biografie
Principesa Sofia s-a născut în Grecia la Palatul Tatoi pe când la conducerea tronului se afla regele Paul I al Greciei, fratele bunicii alteței sale, regina-mamă Elena. De mică principesa Sofia, și surorile sale, era fascinată de poveștile pe care tatăl său i le spunea despre România. Pasiunea sa pentru fotografie s-a dezvoltat incă de copil, atunci când îl vedea pe Rege tot timpul cu o camera în mână, și chiar înainte de achiziționarea primului televizor al familiei, când familia obișnuia să vizualizeze cadre fotografice realizate chiar de regele Mihai; peste câțiva ani Sofia putea fi văzută mereu cu o cameră de fotografiat, pentru a surprinde cadre "la fel de frumoase" ca ale regelui. 
Primii ani ai copilăriei i-a petrecut în Europa alături de familie unde a urmat cursurile școlii generale și liceului; încă de copil avea ca hobby pictura și obișnuia ca în weekend să scrie diferite povești. În anii 1980 în timpul unei vizite în Statele Unite ale Americii, Sofia a reușit să participe la câteva expoziții cu tablourile sale în state ca Florida si Massachusetts; ca urmare a acestor prezenări, Sofia s-a înscris la Colegiul pentru Arte vizuale din New York.
Aceasta a urmat cursurile de Arte Frumoase la Universitatea North Carolina și de design grafic și fotografie la Corcoran College of Art and Design din Washington. În prezent scrie cărți pentru copii și are un deosebit talent fotografic.

## Întoarcerea în România
În ziua de 18 ianuarie 1990 Alteța Sa a pășit pentru prima dată pe pământul țării sale alături de Alteța Sa Principesa Moștenitoare Margareta,sora sa mai mare, fiind primii membri ai Familiei Regale a României care s-au intors din exil, după o întrerupere de 42 de ani. Altețele lor au petrecut în România opt zile timp în care au împărțit ajutoarele constând în medicamente, alimente, haine și alte ajutoare de urgență. Principesa Sofia vizitează orfelinate, spitale, case de bătrâni, sate distruse de comunism, monumente aflate în paragină, emoția primei vizite fiind umbrite de tristețea în fața sărăciei si distrugerea la care a fost supus poporul român în timpul dictaturii comuniste.
Drama zecilor de mii de copii din cele 600 de orfelinate aflate în condiții inumane, care semănau izbitor cu niște închisori, și satele distruse, spitalele în care se foloseau săli de operații din 1920, bisturiele din 1900, le fac pe Altețele Lor să lanseze numeroase apeluri internaționale pentru ajutorarea României. 
Astfel pe 9 august 1990, în casa de la Versoix a Majestății Sale Regelui Mihai, ia naștere Fundația Principesa Margareta a României filiala Elveția. Principesa Sofia era vicepreședinte, iar din comitetul de onoare făceau parte personalități ca Eugen Ionescu, Yehudi Menuhin, Ileana, Principesă a României, Principesa Irene a Greciei . De-a lungul timpului personalități de renume s-au alăturat Fundației acordând înaltul lor patronaj, printre care Ilie Năstase, Fanny Ardant, Nelly Miricioiu, Frédéric Mitterrand, Stanley Fink etc.
Din septembrie 2018, Sofia s-a mutat în România unde locuiește alături de fiica sa, Elisabeta Maria.

## Căsătoria
În 1998 s-a căsătorit cu Alain Biarneix, care își inventase un titlu nobiliar și un supranume, Michel de Laufenburg. Majestatea Sa Regele Mihai nu a fost de acord cu aceasă căsătorie, fapt care a dus la decăderea din drepturi printre care și acela de succesiune la tron, retrăgându-i titlul de Principesă de România.
În 1999, Principesa Sofia a născut-o pe singura fiică Elisabeta-Maria, însă căsnicia cu Alain Biarneix s-a destrămat în 2002. 
În 2007, când Casa Regală a României a adoptat noul statut, Principesa Sofia a fost inclusă pe poziția a opta a liniei de succesiune la tronul României.

## Activități
Într-un interviu acordat în 2013 pentru revista franceză Haute Bretagne Privilège, Principesa Sofia, la întrebarea ce înseamnă pentru Alteța Sa cuvântul "prințesă", afirma:„ Prințesă înseamnă pentru mine a avea un simț al datoriei, a da un exemplu, a fi umană, sensibilă, respectuoasă, curajoasă și având puterea sufletească de a îndeplini ceea ce e de făcut pe calea ce ne-a fost trasată. „Prințesă” e un întreg: crești într-un anumit mediu; simplitatea trebuie să facă parte din personalitatea noastră. Nu suntem mai bune decât altele, perfecte, nici atât. Când ești nobil prin naștere trebuie să ai tot atâta noblețe a inimii.”  De asemenea afirma că nu trece o clipă fără să se gândească la România, iar când va veni timpul, după ce fiica Alteței Sale, Elisabeta- Maria, va termina școala, se vor gândi la o intoarcere pe pământul țării sale.
În luna ianuarie 2015 Principesa Sofia a revenit pe tărâm românesc, după mai bine de 20 de ani, pentru a fi alături de sora sa Principesa Mostenitoare Margareta la aniversarea de 25 de ani de la întoarcerea în România, după un exil de 42 de ani, si de activitate a Fundației Principesa Margareta a României. În cadrul jubileului aniversar în zilele de 17 și 18 ianuarie au loc o serie de evenimente dedicate celebrării acestui important sfert de veac al Coroanei în serviciul Națiunii printre care un tur al televiziunii și vizita Studioului 4, cunoscut ca Studioul Revoluției Române, Ziua Porților Deschise în cadrul fundației, Concert de gală la Ateneul Român „25 de ani de la sosirea în țară a Principesei Moștenitoare Margareta”, ce a fost transmis în direct de televiziunea publică, urmat de un dineu oficial găzduit de Palatul CEC. Alături de Principesa Moștenitoare Margareta și Principele Radu s-au aflat Principesa Sofia, Principesa Maria, Principele Nicolae, precum și, în calitate de invitat special, Principele Lorenz al Belgiei și invitați din România și din Marea Britanie, SUA, Franța, Elveția, Belgia, Rusia, Olanda, Spania, personalități care au susținut idealurile și proiectele Familiei Regale a României.
În luna noiembrie 2016, Sofia a participat în Emiratele Arabe Unite, în Dubai, la expoziția de artă „Royal Bridges: Convergences”. Aceasta a prezentat o creație fotografică în cadrul expoziției la care au luat parte artiști, membri ai familiilor regale din Belgia, Bulgaria, Grecia, Luxemburg, Norvegia, Polonia, Spania, Rusia, Qatar, Dubai, Bahrein, Bhutan, Burundi sau Cambodgia.
În primăvara anului 2017, Sofia a inaugurat prima sa expoziție personală de fotografie din România - "Elementele Naturii", deschisă în foaierul Sălii Media a Teatrului Național "I.L. Caragiale" din București. Expoziția a cuprins 50 de peisaje fotografice realizate de Principesa Sofia în Franța, în Bretania, realizate între anii 2015-2017. În deschidere, Sofia a afirmat: "În ultimii 150 de ani de istorie, membrii familiei mele au avut o contribuție serioasă în domeniul artelor nu doar ca protectori, dar și ca artiști. Îmi doresc să contribui la rândul meu la continuarea acestei tradiții a familiei mele de a ne devota țării noastre și de a face cunoscute în lume tradițiile și viața artistică din România".
Cu ocazia împlinirii vârstei de 60 de ani, în seara de 29 noiembrie 2017, într-o ceremonie cu caracter privat la Palatul Elisabeta, Custodele Coroanei a decorat pe Principesa Sofia cu Marea Cruce a Ordinului Coroana României. Totodată, în aceași seară a participat la seara anuală dedicată de Familia Regală Corpului Diplomatic acreditat la București, găzduită la Sala Tronului din  Palatul Regal de pe Calea Victoriei.

## Titluri, ranguri și onoruri

### Titluri și ranguri
- 29 octombrie 1957 - 10 mai 2011: Alteța Sa Regală Principesă Sofia a României, Principesă de Hohenzollern-Sigmaringen
- 10 mai 2011 - prezent: Alteța Sa Regală Principesă Sofia a României

### Onoruri
- Casa Regală a României: Ordinul „Coroana României” în grad de Mare Cruce[22][23]
- Casa Regală a României: Ordinul de Familie „Custodele Coroanei Române” [24][25]

## Publicații
- 'Copilul Soarelui – Editura Dali' (o colecție de povești) 1995[26][27]
- 'When Nature Calls' - Collecție de fotografii din natură, publicat în 2010[28]
- 'Au fil des fleurs' - (Pe drumul florilor) - Colecție de fotografii , publicat în 2010[29]
- 'Petit Clin D'oeil Breton' - O colecție de fotografii din Britania- Franța, publicat în 2011[30]
- 'PORTFOLIO' - Colecție de fotografii din regiunile Mediteraneene ale Franței, publicate în 2013[31]
- 'The Book of Gift' - O carte în care expune experințele avute ca fotograf, publicat în 2013[32]
- 'Ultramarine' - Editura Curtea Veche Publishing. Colecție de cărți poștale, publicat în 2017[33]